# غرين كلاي
غرين كلاي (بالإنجليزية: Green Clay)‏ هو سياسي أمريكي، ولد في 14 أغسطس 1757 في مقاطعة باوهاتن في الولايات المتحدة، وتوفي في 31 أكتوبر 1828. انتخب عضو مجلس نواب فرجينيا وانتخب عضو مجلس نواب كنتاكي.